# Sablia rosea
Sablia rosea là một loài bướm đêm trong họ Noctuidae.